# Zespół żyły głównej górnej

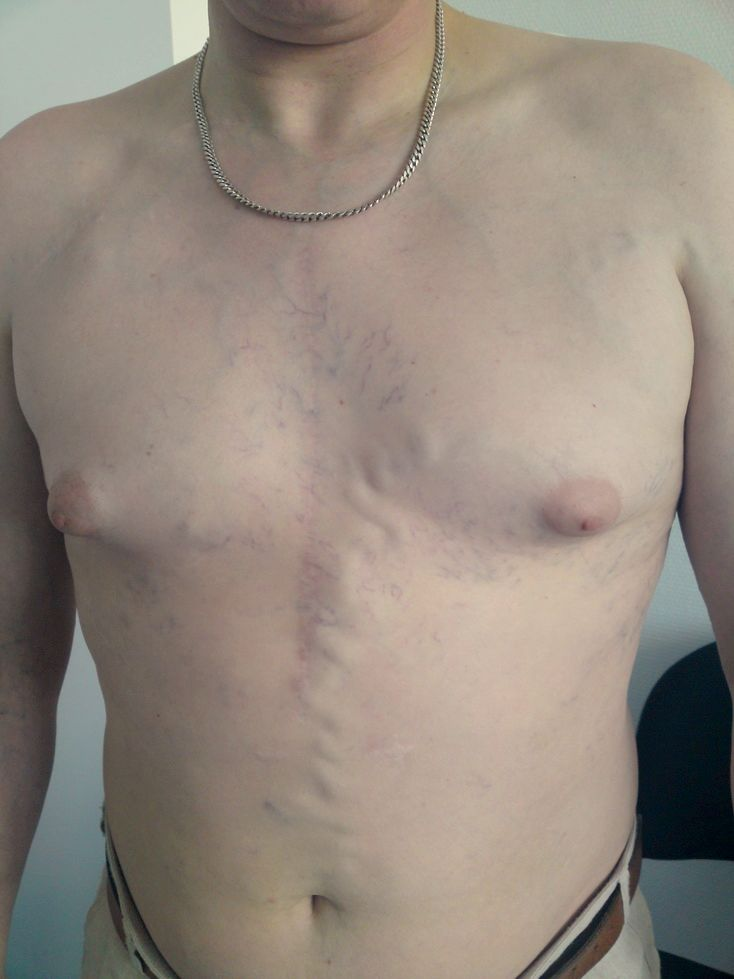
Zespół żyły głównej górnej. Znacznie powiększone żyły powierzchowne odprowadzające krew z górnej części ciała do żyły głównej dolnej (krążenie oboczne)

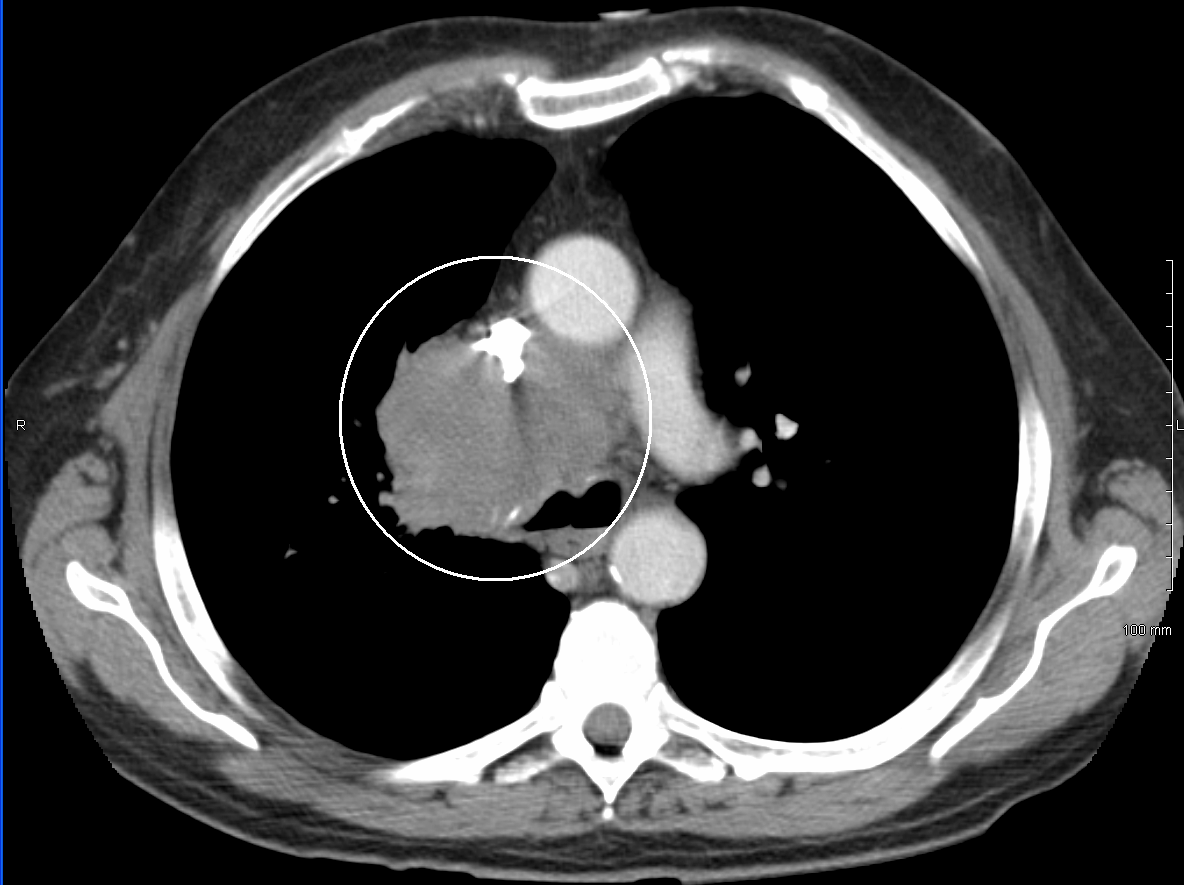
Zespół żyły głównej górnej spowodowany nowotworem w prawej wnęce płuca, obraz TK

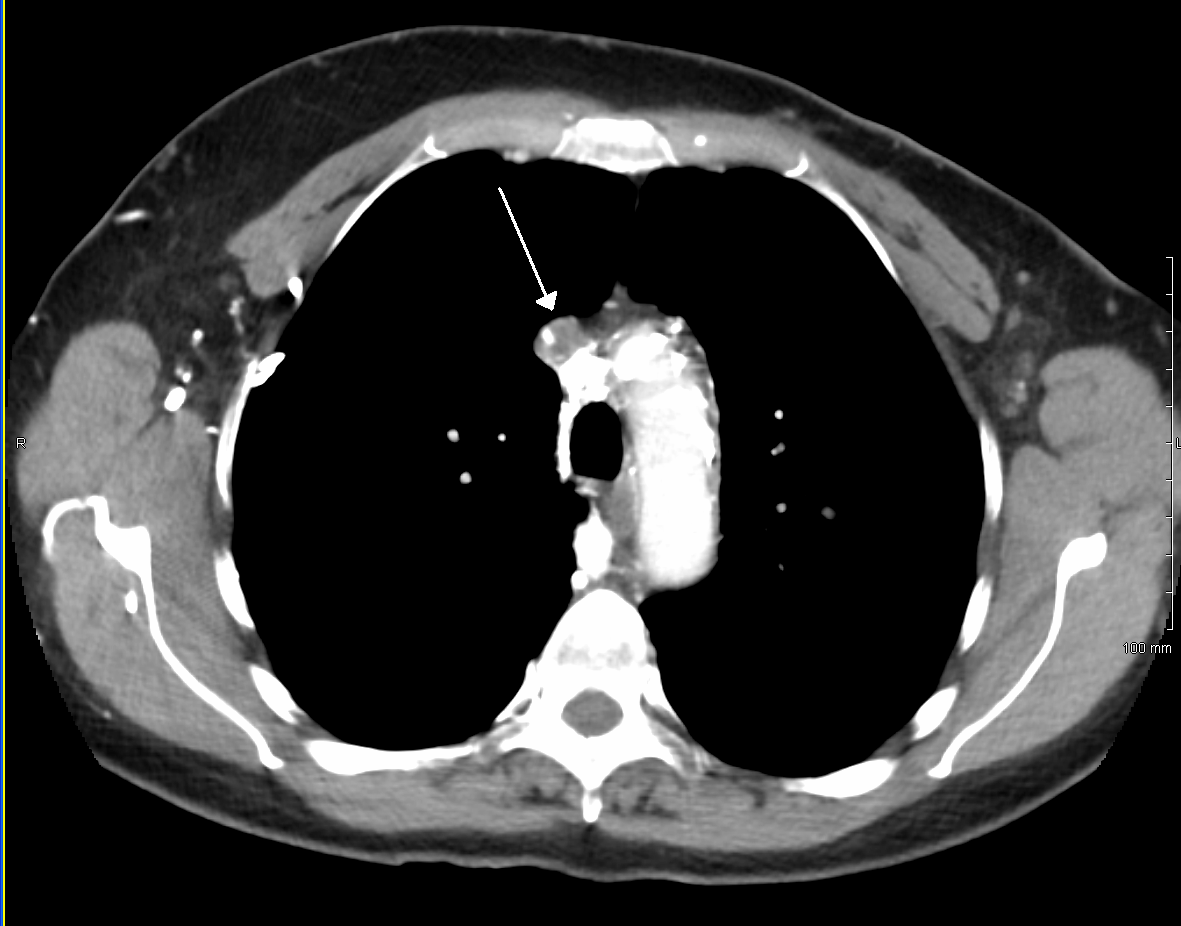
Zespół żyły głównej górnej wywołany zakrzepicą na cewniku centralnym, obraz TK

Zespół żyły głównej górnej (ang. superior vena cava syndrome, SVCS) – zespół objawów spowodowanych znacznym utrudnieniem lub zamknięciem przepływu krwi przez żyłę główną górną – krótkiego, szerokiego naczynia doprowadzającego krew obwodową do prawego przedsionka serca. W większości przypadków spowodowany jest zmianami rozrostowymi w obrębie śródpiersia, zazwyczaj jest to rak płuca lub chłoniak nieziarniczy bezpośrednio uciskający lub naciekający ścianę żyły głównej górnej. Obserwuje się również wzrost występowania zespołu spowodowany zwiększoną częstością ingerencji wewnątrznaczyniowych jak np. zakładanie kaniul lub prowadnic, co przyczyniać się może do powstawania zakrzepicy. Innymi przyczynami niezwiązanymi z procesami nowotworowymi mogące powodować zespół mogą być np. tętniaki aorty, infekcje lub zapalenie śródpiersia.
Charakterystycznymi objawami zespołu żyły głównej górnej są obrzęki twarzy i kończyn górnych oraz poszerzenie żył powierzchownych na klatce piersiowej wynikające z powstania krążenia obocznego. Stosunkowo często występują także duszności oraz kaszel lub chrypka. Trudności w przełykaniu zgłasza 11%, bóle głowy 6%, stridor 4% chorych. Objawy rzadko kiedy są zagrażające życiu, jednakże obrzęk nagłośni może spowodować poważne problemy z oddychaniem. Leczenie w pierwszej kolejności polega na objawowym załagodzeniu ewentualnych objawów bezpośrednio zagrażających życiu a następnie ustaleniu przyczyny zwężenia żyły głównej górnej i wdrożeniu swoistego leczenia przyczynowego.    
Zespół opisany po raz pierwszy został przez Williama Huntera w 1757 roku u pacjenta z tętniakiem aorty w przebiegu kiły, a termin superior vena cava syndrome został wprowadzony przez Armanda Trousseau w 1865 roku.

## Objawy
- duszność[6]
- obrzęk i zaczerwienienie szyi i twarzy, zwłaszcza dookoła oczu
- kaszel[7]
- obrzęk rąk[6]
- ból w klatce piersiowej
- zaburzenia połykania
- zaburzenia widzenia
- rzężenia
- stridor
- bóle głowy[6]
- nudności
- obrzęk śluzówek nosa
- poszerzenie żył szyjnych i żył powierzchownych klatki piersiowej[6]
- otępienie
- śpiączka.

Nachylenie się do przodu lub położenie się nasila dolegliwości. Występuje dodatni objaw Pembertona.
Mimo wykształcania się krążenia obocznego w przypadku SVCS ciśnienie w żyle głównej górnej jest podwyższone, niekiedy bardzo znacznie.

## Przyczyny
W chwili obecnej około 2/3 przypadków spowodowanych jest nowotworem płuc (80% przypadków dotyczy guza prawego płuca) oraz chłoniakami. Może występować również w przebiegu nowotworów tarczycy, grasicy oraz przerzutów do śródpiersia. Inne choroby mogące wywołać SVCS: tętniak aorty, zapalenie naczyń, przetoki tętniczo-żylne, gruźlica, sarkoidoza, kiła, aktynomikoza, grasiczak, zapalenie osierdzia, śluzak przedsionka serca, zakrzepica.
Zablokowanie przepływu krwi przez SVC spowodowane jest najczęściej przez ucisk rosnącego guza na ściany naczynia, rzadziej przez bezpośrednie naciekanie ściany i światła żyły z towarzyszącą zakrzepicą.

## Leczenie
Leczenie podejmowane jest w zależności od przyczyny. W przypadku nowotworów złośliwych płuc, uciskających lub naciekających żyłę główną górną stosuje się radioterapię lub chemioterapię, która umożliwia zmniejszenie masy guza. Inne przypadki stara się również leczyć przyczynowo. Niekiedy wykonuje się paliatywne zespolenia omijające bądź zabieg przezskórny, wewnątrznaczyniowy z implantacją stentu.

## Rokowanie
Objawy w większości przypadków ustępują w ciągu miesiąca po napromienianiu śródpiersia. 99% pacjentów mimo leczenia umiera jednak w ciągu dwóch i pół lat z powodu nowotworu będącego przyczyną powstania zespołu. Średni wiek występowania zespołu żyły głównej górnej to 54 lata.

## Klasyfikacja ICD10
| kod ICD10     | nazwa choroby                                      |
| ------------- | -------------------------------------------------- |
| ICD-10: I87   | Inne patologie żył                                 |
| ICD-10: I87.1 | Ucisk żyły (zespół żyły głównej (dolnej) (górnej)) |